# Sangbān
Sangbān (persiska: سنگ بن, سنگبان) är en ort i Iran.   Den ligger i provinsen Alborz, i den norra delen av landet, 90 km nordväst om huvudstaden Teheran. Sangbān ligger 1 912 meter över havet och antalet invånare är 421.
Terrängen runt Sangbān är huvudsakligen kuperad, men norrut är den bergig.Runt Sangbān är det ganska tätbefolkat, med 93 invånare per kvadratkilometer. Närmaste större samhälle är Abyek, 13,6 km sydväst om Sangbān. Trakten runt Sangbān består i huvudsak av gräsmarker.